# Saalijalgpalli Meistriliiga 2007-2008
La Saalijalgpalli Meistriliiga 2007-2008 è stato il secondo campionato estone di calcio a 5, svoltosi nella stagione 2007/2008 per la prima volta con la formula del girone unico all'italiana. La vittoria finale è andata alla formazione del Betoon Tallinn.

## Classifica finale
| Pos | Squadra              | Pti | G  | V  | N | P  | GF  | GS  |
| --- | -------------------- | --- | -- | -- | - | -- | --- | --- |
| 1   | Betoon Tallinn       | 42  | 14 | 14 | 0 | 0  | 130 | 60  |
| 2   | Tallinna FC Anzhi    | 36  | 14 | 12 | 0 | 2  | 132 | 46  |
| 3   | Tallinna FC Ararat   | 27  | 14 | 9  | 0 | 5  | 111 | 62  |
| 4   | Rummu Dünamo         | 17  | 14 | 5  | 2 | 7  | 97  | 100 |
| 5   | Tallinna LiVal Sport | 13  | 14 | 4  | 1 | 9  | 76  | 136 |
| 6   | Tallinna Tondi JK    | 11  | 14 | 3  | 2 | 9  | 75  | 117 |
| 7   | FC Tarvastu          | 11  | 14 | 3  | 2 | 9  | 86  | 134 |
| 8   | Rapla JK Atli        | 7   | 14 | 2  | 1 | 11 | 81  | 133 |